# Сцинтиграфија миокарда
Сцинтиграфија миокарда је метода којом се помоћу радиофармацеутика примењених интравенозно приказују сужења или зачепљења коронарних артерија које исхрањују срчани мишић. Ако се овом метоодом утврди исхемија (недовољно снабдевање крвљу срчаног мишића), пацијент се упућује на  ради утврђивања степена сужења и одабира адекватне терапије.

## Индикације
Сцинтиграфија миокарда се користи код пацијената са боловима у грудима код којих је тест оптерећења нормалан или код пацијената са позитивним тестом оптерећења без симптома типичних за коронарну болест.  У ту групу пацијената спадају пацијенти:
- са сумњом на коронарну артеријску болест
- са дијагностикованом коронарном болешћу којима је потребно утврђивање функционалног значаја сужења
- са аритмијом узрокованом исхемијом
- са симптомима након васкуларних интервенција
- са високоризичним операцијама и са више од три фактора ризика
- којима је потребна процена одрживости миокарда након губитка функције.

## Контраиндикације
Сцинтиграфија миокарда је контраиндикована код пацијената:
- са нестабилном ангином пекторис.
- са недавним инфарктом миокарда (<4 дана)
- са недавном васкуларном интервенцијом (<3 месеца)

## Поступак
Сцинтиграфија миокарда се изводи у две фазе:

### Прва фаза
У овој фази, пацијент се прво подвргава стрес тесту да би се утврдило да ли је  пацијент способан за извођење теста на траци за трчање: Тест се изводи све док док се не достигне 85% максималног броја откуцаја срца, у зависности од старости пацијента. Ако пацијент не може да трчи, тест се изводи фармаколошки, како би се симулирао физички напор. 
У овој фази се интравенозно примењује радиофармацеутик, а након периода чекања врши се снимање гама камером. Ако нема значајних сужења у коронарним артеријама, задржавање радиофармацеутика у срчаном мишићу је на очекиваном нивоу. Ако постоје делови срчаног мишића са смањеном прокрвљеношћу, они се идентификују на снимцима.

### Друга фаза
Друга фаза се изводи док је пацијент у мировању. Поново се примењује радиофармацеутик и након периода чекања се врши снимање. Ако се подручја са проблемима у прокрвљености откривена током стрес теста врате у нормалу током мировања, то указује на исхемију и потребу за коронарографијом. Ако су проблематична подручја присутна и током стреса и током мировања, то указује на инфаркт миокарда (срчани удар) и на то да је ткиво у тим подручјима некротично.

## Доза зрачења
Од 1993. до 2001. године, сцинтиграфија миокарда у САД је порасло за >6% годишње  "без оправдања". Сцинтиграфија миокарда  је „моћни предиктори будућих клиничких догађаја“ и у теорији њом се могу идентификовати пацијенте за које би агресивне терапије требале да побољшају исход. Али ово је „само хипотеза, а не доказ“. Међутим, неколико испитивања је указало на високу осетљивост (90%) теста, која је већа од било каквог потенцијалног штетног дејства јонизујућег зрачења. У неким смерницама препоручује се сцинтиграфија миокарда  након инфаркта миокарда или реперфузионих интервенција. Снага прогнозе сцинтиграфија миокарда  је одлична и добро је тестирана, а ово је „можда област нуклеарне кардиологије где су докази најјачи“.
Многи радионуклиди који се користе за сцинтиграфију миокарда, укључујући рубидијум-82, технецијум-99м и талијум-201, имају сличне типичне ефективне дозе (15-35 mSv). Срчани ПЕТ трасер азот-13 амонијак, иако је мање доступан, може понудити значајно смањене дозе (2 mSv).  Протоколи само за стрес тест се такође могу показати ефикасним у смањењу трошкова и изложености пацијената зрачењу.